# E il vento farà il resto
E il vento farà il resto è il primo album in studio del cantautore italiano Luca Sepe, pubblicato dall'etichetta Carosello nel 1998.

## Descrizione
Il disco contiene il brano Un po' di te, con cui il cantautore ha partecipato al Festival di Sanremo 1998.

## Tracce
1. Un po' di te
2. Preda del tempo
3. Tavola Rotonda
4. Guerra Positiva
5. Ci guarderà una stella
6. Non servirà
7. L'ultimo giorno di sole
8. Le notti non finiscono mai
9. L'ultimo giorno di sole
10. I vostri eroi (To Be with You)
11. Mch
12. Hard to Say I'm Sorry (Live Version)